# Войдило

Печать Войдилы, ок. 1380

Войди́ло (ум. 1381) — советник и зять великого князя литовского Ягайло, староста лидский в 1373—1381 годах. 
Исходя из белорусско-литовских летописей, Войдило был пекарем, после подносил еду и питьё великому князю Ольгерду и в скором времени стал его советником. После смерти Ольгерда его сын Ягайло также благоволил Войдило, который стал его правой рукой. В 1379 году Ягайло выдал за него замуж свою сестру Марию, что вызвало гнев дяди Ягайло князя Кейстута.  
Некоторые историки считают, что летописные свидетельства о происхождении Войдило отражают позицию его противников, написаны с целью его очернения и не являются достоверными. В источниках Тевтонского ордена упоминается некий боярин Вайдила — правитель Wegebeticht (предположительно находилось рядом с Дельтувой) и Wayteldorff (Дуброво, севернее Лиды).
В белорусско-литовских летописях Войдило вместе с матерью Ягайло Ульяной Тверской обвиняется в инициировании заключения Довидишковского договора, ставшего причиной для начала в Великом княжестве Литовском Гражданской войны 1381—1384 годов. За организацию переговоров между Ягайло и Орденом Войдило получил от последнего некоторые земли на жемайтско-литовской границе, возможно, две гуфы земли в окрестностях Рагнита.
В самом начале гражданской войны Войдило был схвачен противником Ягайло Кейстутом и повешен. Ягайло отомстил за его смерть, казнив Видимонта и Бутрима, родственников жены Кейстута Бируты.